# Retour à Greenfalls
Retour à Greenfalls est le vingt-deuxième tome de la série de bande dessinée XIII. Il s'agit du troisième album avec le scénariste Yves Sente et le dessinateur Youri Jigounov aux commandes.

## Résumé
L'histoire de ce tome se partage entre deux axes : celui de XIII qui remonte ses souvenirs avec la Fondation du Mayflower, l'organisation des Puritains du Mayflower, et celui de Betty Barnowsky qui, envoyée par XIII aux États-Unis, enquête sur son passé.
Après avoir été capturé par la mystérieuse Fondation du Mayflower, XIII est soumis à des stimuli cérébraux qui lui permettent de se remémorer en partie ses souvenirs d'enfance. On apprend que XIII serait le dernier descendant de la branche des Aventuriers du Mayflower, mythe fondateur des États-Unis d'Amérique, et qu'il serait le détenteur d'un grand secret, pour l'instant enfoui dans la mémoire de XIII. Guidé par ses souvenirs resurgissants, XIII, accompagné des agents de la Fondation du Mayflower, se rend à Greenfalls pour tenter de retrouver des traces de ce secret.
Betty, de son côté, suit la piste de Jonathan Fly qui, avant sa mort, était le porteur de ce terrible secret. Cette enquête, assistée par les témoignages de David Rigby et Judith Warner, l'amène également vers ce village aux allures paisibles pour rencontrer Jack Levinson, chauffeur de bus à Greenfalls et le seul à savoir où Jonathan Fly se rendait lors de mystérieuses absences, que Betty soupçonne d'être reliées à ce secret.
Leurs recherches les font se retrouver ensemble à Greenfalls entre les griffes de la Fondation et doivent retrouver un indien, Trois Sources, dans le Vermont. Une fois là-bas, Jason s'échappera de ses geôliers avec l'aide de Betty qui sera gravement blessée par la suite, et retrouvera l'indien avant que ce dernier se fasse tuer par trois néonazis. Mais avant de mourir, l'indien transmet des informations sur l'histoire du Mayflower et le pays où vit son parrain.
Pendant ce temps-là, le FBI est aux trousses de Jason MacLane et de Betty; Ils arrivent toujours trop tard pour caturer MacLane, mais juste à temps pour sauver Betty et l’emmener à l'hôpital.

## Personnages

### Personnages créés parJean Van HammeetWilliam Vance
- XIII : personnage principal de la série, il apprend dans cet opus qu'il est le dernier descendant du troisième groupe de pèlerins embarqués sur le Mayflower. Il serait donc en mesure de révéler la cachette de documents secrets que la Fondation cherche à récupérer pour permettre son accession au pouvoir aux États-Unis.
- Dream Jones : elle n'apparaît qu'au début de l'épisode, toujours détenue par la Fondation au Banichistan.
- Benjamin Carrington : comme Jones, il est retenu comme otage par les Talibans et USafe au Banichistan et n'apparaît que dans les premières pages de l'album.
- Betty Barnowsky : elle est  toujours à la recherche de documents pouvant aider XIII dans sa quête. Elle finit par croiser la route de celui-ci à Greenfalls. En voulant l'aider à échapper à USafe, elle est grièvement blessée par Julianne à la fin de l'épisode.
- Armand de Préseau
- David Rigby: détient des informations importantes pour XIII
- Judith Warner: elle a déménagé à San Francisco et possède une pharmacie homéopathique
- Jack Levinson

### Personnages apparaissant dansLe Jour du Mayfloweret/ouL'Appât
- Julianne
- Mildred
- Brad Mallock
- La Présidente de la Fondation
- John Allerton
- Daoud
- Suzanne Levinson: fille de JAck LEvinson

### Nouveaux personnages
- Chuck
- Trois Sources